# ねじ (お笑いコンビ)
ねじは、フリーの日本のお笑いコンビ。2021年2月1日までケイダッシュステージに所属していた。

## メンバー
- せじも（1984年12月3日（40歳） - ）
本名・瀬下 翔太（せじも しょうた）[1]
ボケ担当。
秋田県出身。
秋田県立金足農業高等学校卒業[2]。
身長162cm、血液型B型[3]。
特技はギター、ラグビー[3]。高校生時代はラグビー部だった[1]。
建設機械車輌（3t未満）の免許、山の知識検定のブロンズコースの資格を持つ[3]。
佐々木とは同じ高校の同級生。佐々木が「お笑いをやりたい」と思った時に、最初は瀬下から佐々木を誘ったが、最初は断られたという[4]。
2019年11月1日、同じ芸人の畑めぐみ（元カーネリアン）との結婚を発表[5][6]。

- ササキ ユーキ（1984年7月2日（41歳） - ）
本名・佐々木 勇輝（ささき ゆうき）[1]
ツッコミ担当。
秋田県出身。
身長176cm、血液型B型[3]。
秋田県立金足農業高等学校[2]を経て東京アナウンス学院卒業[3]。
高校生時代、1年ほどボクシング部に入っていた[1]。
趣味は格闘技、プロレス。柔道初段、少林寺拳法二段の資格あり。他に、ポケモンイベントオーガナイザーの資格を持つ[3]。
格闘技好きなこともあって、ボクシングをやるために高校の進学先を決めて入学したが、その後プロレスラーになりたいからとボクシングはやめて退部、しかし結局はプロレスラーもあきらめ、次にやりたかったお笑いを始めた[4]。元々、休み時間に色々な芸人の物真似を披露していたほどお笑い好きだった[7]。
甘党で自らを蟻と呼ぶことがある。

### 過去のメンバー
- ゆだのりを（1984年4月10日（41歳） - ）
ボケ担当。
北海道小平町出身。
身長174cm、血液型A型。
東京アナウンス学院卒業。
剣道三段、スキー技能検定2級の資格がある。
千代大海の兄の夫人のいとこという関係にある。
現在は芸人を引退している。

## 略歴・芸風
瀬下と佐々木は秋田県立金足農業高等学校での同級生同士。高校生時代にコンビを組み、第1回のM-1グランプリ東北大会（2001年）に出場。M-1出場は高校の先生に勧められ、佐々木は相方を探して回ったが見付からず、本人曰く「仕方なく」で最初に断った瀬下と組んだ。
高校卒業後、佐々木だけ東京アナウンス学院に進学。一方で瀬下とのコンビは続けて活動していた。その後佐々木の「トリオでやりたい」との思い付きで、東京アナウンス学院で一緒だった、ゆだを誘ってトリオを結成。トリオ名は最初『ノーザンライト』で、その後『三日月シュガー』に改名。ちょうどお笑いトリオを探していたという、現在所属のケイダッシュステージから声をかけられ、所属が決まる。
2010年7月にゆだが脱退してコンビになり、翌8月にコンビ名を『ねじ』に変更。このコンビ名は、ねじがあらゆる物を作る時に必要であることから、これに因んで、自分たちは多くの人に必要とされたいという思いから名付けた。
ネタには、瀬下と佐々木の出身地の特性を生かした「秋田弁講座」、秋田弁での漫才などがある。2009年秋に、構成作家から秋田弁でネタをやるように勧められた時、佐々木は「何もない秋田が好きになれずに東京に出て来たはずなのに…」と思っていて最初は乗り気ではなかったが、いざライブで試してみたところ、観客のウケ具合が思っていた以上に良く、「秋田弁は武器になる」とこの時確信したという。
2013年、キングオブコントで準決勝進出。
2019年5月11日、YouTube「ねじチャンネル」にて、『秋田住みますプロジェクト』を発表。同年9月〜10月の2ヶ月間、2人で秋田に住み込み、イベントやテレビ、ラジオに無料で出演。その集大成として11月1日に秋田市文化会館大ホールにて、単独ライブ「出荷—令和元年あきた便—」 を開催。1008人を動員するライブとなった。
2021年2月1日、それまで16年間所属していたケイダッシュステージを退所。フリーで活動を続ける。フリー転身後、ササキは地元である秋田に単身移住。同年11月にせじもも秋田に移住。コンビとして活動の拠点を秋田に移した。
秋田移住後、ササキは秋田県のローカルエンタメにおける「席の少なさ」（活躍の場）や、「価値の低さ」を感じ 、「秋田県民にお笑い・エンタメの素晴らしさを伝えることが必要だ」と訴えている。
実際に秋田移住後は毎月第3木曜日に「秋田730LIVE」、不定期で「あきた大喜利勉強会」などのライブを開いている。
2023年5月5日から5月7日までの3日間、秋田市のエリアなかいち にぎわい交流館あうでオムニバスコントシアター「中通ヒルズ」を開催。秋田を拠点に活動する俳優・ゴトウモエと結成した演劇ユニット「ササキとゴトウ」が主催となり、ササキは脚本を担当した。公演のメンバーはオーディションで選ばれた。公演当日はXのトレンド入りも果たした。
翌年2024年にも第2弾「中通クルーズ」が開催されている。
2024年8月25日、秋田市のエリアなかいち にぎわい広場にて、「ねじロックフェス2024」を開催。秋田で活動する芸人に加え、ヤーレンズ、アイデンティティ、虹の黄昏、ギフト☆矢野、街裏ぴんくなど、東京時代に親交の深かった芸人が参加。約1000人の観客動員数となった。

## 出演歴

### テレビ
- 爆笑オンエアバトル（NHK総合）戦績0勝3敗 最高357KB
- 爆笑トライアウト（NHK総合）
  - 会場審査は5位（465TP）、視聴者投票は8位（335票）。
- オンバト+（NHK総合）戦績0勝3敗 最高301KB
  - 「三日月シュガー」として1回出演。それ以降は「ねじ」として出演。
- エンタの天使（日本テレビ）- キャッチコピーは「ロマンチックな三重奏」（2008年9月3日（第6回）出演時）、「刺劇的な甘味料」（2009年9月30日（第12回）出演時）
- Little Village People（MTV）- 瀬下のみ「ミチロー」役で声の出演
- BSふれあいステージ（NHKデジタル衛星ハイビジョン、NHK衛星第2テレビ）
- お台場お笑い道（フジテレビONE）
- こたえてちょーだい!（フジテレビ）
- NANDA!?（テレビ朝日）
- 笑撃60!（TBSテレビ）- 2005年09月18日、演じたネタは「秋葉系の番長」（コント）。
- 九州青春銀行（RKB毎日放送）
- ショーバト!（日本テレビ） - 2010年4月13日「ミニバト!」 GReeeeN『キセキ』を秋田弁で歌う。
- 大進撃放送BONZO!(TOKYOMX) - 2010年12月7日-12月28日　「お笑いマンスリーpick up」4週にわたって出演。
- 笑っていいとも!増刊号(フジテレビ) - 2011年8月14日　「第1回お笑いアルタ甲子園」に秋田県代表として出演。
- BSふれあいステージ 爆笑最前線（NHKBS2）
- シューイチ（日本テレビ）
- なら婚（日本テレビ）
- ○○万円あったら××できるでしょ?（テレ朝チャンネル1）
- おはスタ（テレビ東京）- 佐々木のみ、毎週木曜日「おはスタポケモン部」コーナーにレギュラー出演

### ネットテレビ
- 笑ってポン! 〜君たち、見ないとアレするよ! 〜（GyaOジョッキー）
- ケイダッシュステーション、ブレイクは突然に!（GyaOジョッキー）
- タケミネット（あっ!とおどろく放送局）
- ケイダッシュステージの殴るなら殴れ!!（2011年7月20日開始、ニコジョッキー）

### ラジオ
- Mix（エフエム秋田）-2024年7月3日〜水曜パーソナリティ
- 東電化工業・東商事プレゼンツ 未来プロジェクト（エフエム秋田）-ササキのみ
- ビジネスマン 高橋航（エフエム秋田）番組内「菅原タモツのあ〜い〜！いねが〜！」-せじものみ(ねじのコントキャラクター「菅原タモツ」としてエフエム秋田のパーソナリティ欄にはせじも・菅原タモツ両名で掲載されている)
- 青春応援ブース んだんだラジオ（NHK秋田放送局）-2024年4月24日〜
- 放課後ラジオ　よりみちこまち（NHK秋田放送局） - 2019年11月29日〜2024年3月29日
- レコメン!（文化放送）
- サムワンプロデュース（モバイルラジオ）
- ねじのオールナイトニッポンR（ニッポン放送）- 2015年2月7日
- ラジオのねじ（sora×niwaFM）毎週金曜日19:00～20:00
- Saturday Night Laugh → マイナビ Saturday Night Laugh → マイナビ Laughter Night（TBSラジオ） - 2015年4月11日[16]・7月18日[17]・8月8日[18]・10月10日[19]、2016年2月13日[20]・8月13日[21]

### 配信
- あきたびじょんNEXTスピンオフ（YouTube）-2022年6月〜
- まいにち賞レース(YouTube・『動画、はじめてみました【テレビ朝日公式】』) -2024年6月7日[22]、10月16日[23]配信分

## 出版

### 電子書籍
- 革命は全国ネットに映らない ～秋田に移住した芸人～「売れてない芸人(金の卵)シリーズ」（2021年8月20日、代官山ブックス）※ねじ　ササキユーキ名義[24]